# Nix (księżyc)

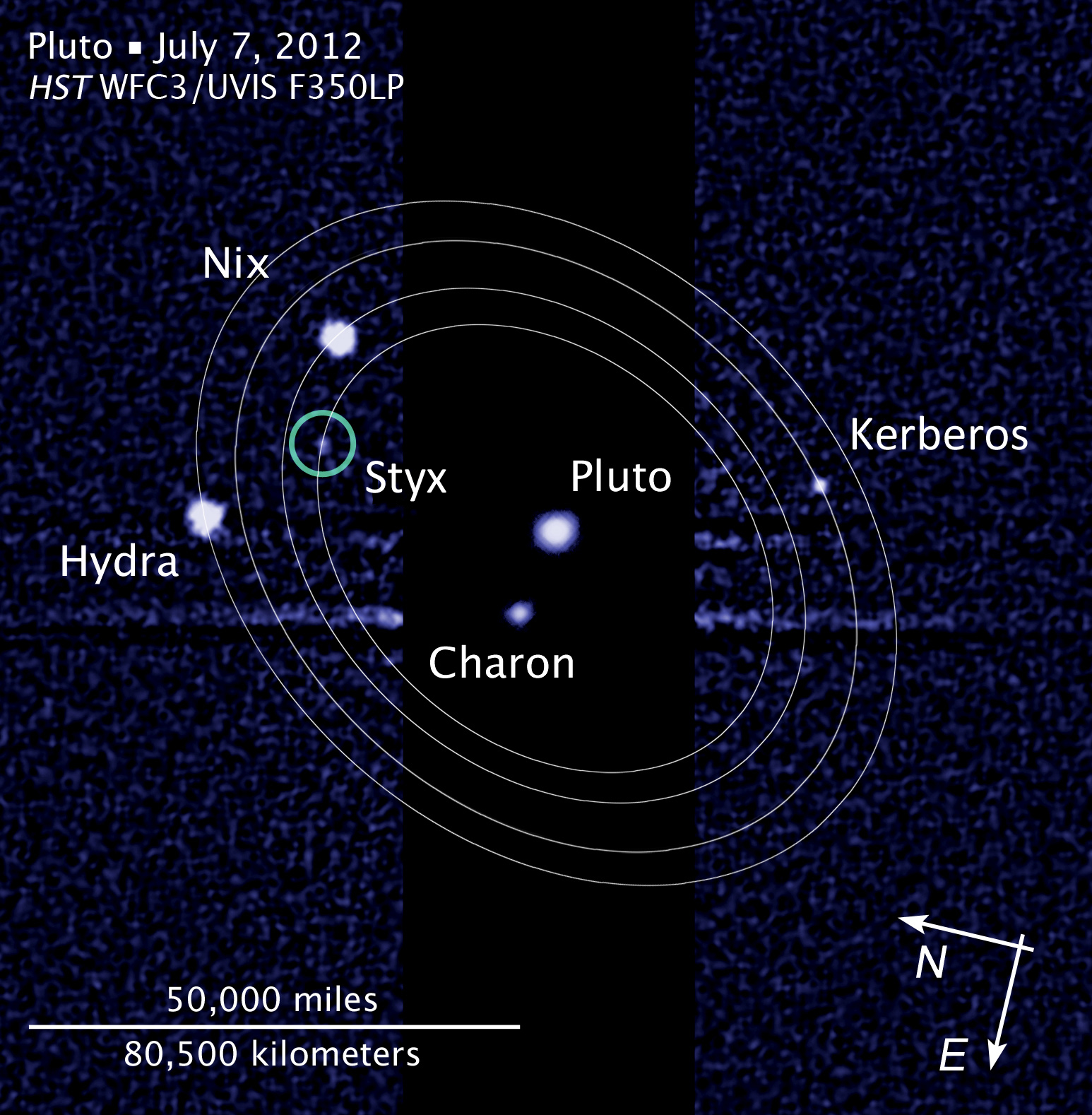
Pluton i jego księżyce z naniesionymi orbitami (fotografia wykonana przez teleskop Hubble’a)

Nix – naturalny satelita Plutona, który po raz pierwszy sfotografowany został 15 maja 2005 roku przez Kosmiczny Teleskop Hubble’a. Jest trzecim pod względem odległości satelitą Plutona.
Księżyc ten ma podłużny kształt, a jego wymiary wynoszą 54×41×36 km. Wcześniej jego rozmiary szacowano na od 44 do 130 km. Nix jest ok. 25% ciemniejsza od swojego bratniego satelity Hydry. Masa księżyca sięga 2·1018 kg. Nix krąży wokół barycentrum układu po prawie kołowej orbicie, której półoś wielka wynosi 48 671 km. Pełnego obiegu dokonuje w czasie niecałych 25 dni.

## Nazwa
Do momentu, gdy Międzynarodowa Unia Astronomiczna nie nadała mu nazwy, satelita nosił tymczasowe oznaczenie „S/2005 P 2”, gdzie „S” oznacza satelitę, „2005” to rok odkrycia, a „P 2” informuje, że jest to księżyc Plutona nr 2 (drugi odkryty w danym roku).
Księżyc został nazwany na cześć postaci z mitologii greckiej. Mitologiczna Nyks (ang. Nyx) była boginią Nocy, córką Chaosu, a także matką Charona (ponieważ istnieje już obiekt noszący imię greckiej bogini Nyks – planetoida (3908) Nyx – w wersji angielskiej, księżyc przyjął imię egipskiego odpowiednika).